# Comité de Ministros del Consejo de Europa

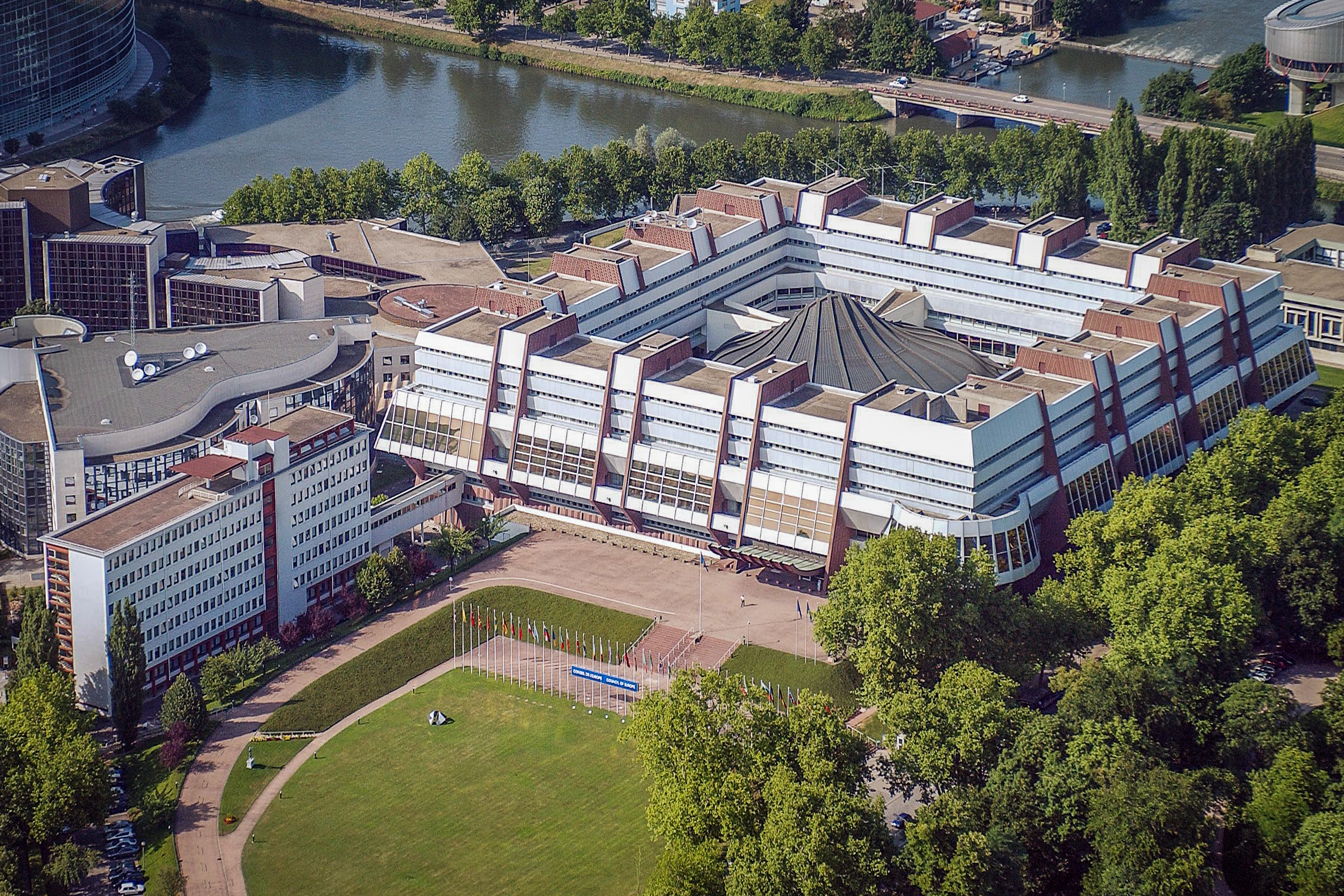
Vista aérea del Palacio de Europa, sede del Consejo de Europa.

El Comité de Ministros es el órgano de decisión del Consejo de Europa. Está constituido por los ministros de Asuntos Exteriores de todos los Estados miembros o por sus representantes permanentes en Estrasburgo. Es el lugar donde se debaten y se elaboran las respuestas de todos los miembros a los problemas colectivos de Europa. Se velan los valores fundamentales y los compromisos adquiridos de los distintos Estados con los acuerdos del Consejo de Europa. 
Esta institución no debe ser confundida con las pertenecientes a la Unión Europea, que son el Consejo de la Unión Europea (aparato legislativo de la UE) y el Consejo Europeo (reunión Jefes de Estado o de Gobierno de los Estados de la UE y el presidente de la Comisión) a pesar de que compartan símbolos, pues esto se debe a que ambas instituciones buscan la integración europea.

Estados pertenecientes al Consejo de Europa.
Estados fundadores
Miembros posteriores
Antiguos miembros

## Funcionamiento
El titular es el ministro de Asuntos Exteriores y también, desde 1952, el Delegado asignado que tiene el mismo poder de decisión. El Delegado suele ser el representante permanente que los Estados tienen en Estrasburgo. El rango de éste es de Embajador o de encargado de negocios.
El responsable del correcto funcionamiento de las sesiones del Comité de Ministros es el secretario del Comité de Ministros que tiene el rango de director general.
El Comité se reúne dos veces al año, en mayo y noviembre, generalmente en Estrasburgo. El único debate excluido es el referente al de la defensa nacional. Estas reuniones son confidenciales y al finalizar se realizan uno o varios comunicados. Los Delegados de Ministros, se reúnen de forma semanal.
La presidencia de las sesiones se va turnando cada seis meses por los distintos Estados miembros en orden alfabético en inglés.
Existe desde 1975 una Oficina de los Delegados de los Ministros para asistirles, que desde el 2001 está formada por seis miembros: el Presidente, los dos Presidentes anteriores y los tres futuros Presidentes del Comité de Ministros. Tiene reuniones periódicas (unas dos al mes), preparatorias de las reuniones del Comité de ministros y coordina la acción de las sucesivas presidencias.
Desde 1985 existen un grupo de ponentes que ayuda a la preparación de los Delegados. Formada por los propios Delegados, o sus suplentes. Se reorganizaron en 1999.

### Atribuciones
El trabajo y las actividades del Comité de Ministros: 
- Establecer un diálogo político entre los distintos miembros.
- Mantener relaciones con la Asamblea Parlamentaria del Consejo de Europa.
- Mantener relaciones con el Congreso de Poderes Locales y Regionales de Europa.
- Establecer la admisión de nuevos Estados o de excluir a alguno si no cumple los requisitos.
- Seguimiento de los compromisos adquiridos y adopción de un texto final con los convenios y acuerdos. El texto de un tratado se da por finalizado cuando es adoptado por este Comité de Ministros en el que se precisa la mayoría de dos tercios de los votos emitidos y mayoría de los representantes con derecho a voto. Los convenios sólo son obligatorios para los Estados que los ratifiquen.
- Adoptar recomendaciones a los Estados en lo acordado con una “política común”. Estas no son obligatorias.
- Realizar los presupuestos.
- Planificar el “Programa intergubernamental de actividades” y garantizan su aplicación.
- Aplicar programas de cooperación y asistencia para Europa central y oriental.
- Controlar la ejecución de las decisiones del Tribunal Europeo de Derechos Humanos, con publicación de las resoluciones finales y, en algunos casos, de las provisionales.